# Шэкл, Джордж
Джордж Шэкл (англ. George Lennox Sharman Shackle; 14 июля 1903, Кембридж — 3 марта 1992) — английский экономист, представитель посткейнсианства.

## Биография
После школы работал банковским клерком и учителем, затем в 1931 г. окончил Лондонский университет. В 1937 г. получил степень доктора философии в Лондонской школе экономики. В дальнейшем был несколько лет занят на государственной службе. После Второй мировой войны до ухода на пенсию в 1969 г. был профессором Ливерпульского университета.
В экономической науке известны его работы в области теории рационального выбора и теории Демпстера — Шафера. По мнению Марка Блауга, входит в «100 великих экономистов после Кейнса».

## Основные труды
- Expectations, Investment and Income, 1938
- Expectations in Economics, 1949
- The Years of High Theory: Invention and Tradition in Economic Thought 1926—1939, 1967
- Expectation, Enterprise and Profit: The Theory of the Firm, 1970
- Epistemics & Economics: A Critique of Economic Doctrines, 1972
- Imagination and the Nature of Choice, 1979
- The Bounds of Unknowledge, 1983

## Публикации на русском языке
- Шэкл Г. Л. С. Новые направления в экономической теории: 1926—1939 гг. Архивная копия от 18 марта 2018 на Wayback Machine // Современная экономическая мысль. — М.: Прогресс, 1981. — С. 68—86.